# Derechos de los animales y el Holocausto
El tratamiento de los animales y el Holocausto ha sido tratado por varios escritores, como el Premio Nobel judío Isaac Bashevis Singer, y grupos por los derechos de los animales. La comparación se considera controvertida y ha sido criticada por organizaciones que hacen campaña contra el antisemitismo, incluida la Liga Antidifamación (ADL) y el  Museo Conmemorativo del Holocausto de los Estados Unidos.
Un personaje en una de las historias de Singer describió el tratamiento que dan los humanos a los animales como "un eterno Treblinka". Del mismo modo, el personaje del mismo nombre en la novela Elizabeth Costello de J. M. Coetzee comparó el trato que los nazis impartían a los judíos con los métodos utilizados por la industria de la carne hacía los animales. La comparación comenzó inmediatamente después del final de Segunda Guerra Mundial, cuando los escritores judíos relataron la falta de resistencia de las víctimas judías europeas del Holocausto, que fueron dirigidas hasta su muerte como ovejas al matadero. La ADL argumenta, sin embargo, que el uso posterior de imágenes del Holocausto por activistas de los derechos de los animales es un "hecho preocupante".
Roberta Kalechofsky, perteneciente al grupo de Judíos por los derechos de los animales, argumenta en su ensayo El sufrimiento de los animales y el Holocausto: el problema con las comparaciones que, aunque existe una "unión" entre el sufrimiento de los animales y el Holocausto, "entran en diferentes marcos históricos, y la comparación entre ellos ignora la ... fuerza del antisemitismo ". También ha escrito que "está de acuerdo con la declaración de IB Singer de que 'todos los días es Treblinka para los animales'", pero concluye que "no todas las agonías se pueden  comparar".

## Comparaciones
El autor judío Isaac Bashevis Singer, quien recibió el Premio Nobel de Literatura en 1978, realizó la comparación en varias de sus historias, entre ellas "Enemigos, Una historia de amor", "El penitente" y "The Letter Writer". En este último, el protagonista dice: "En relación a [los animales], todas las personas son nazis; para los animales, es un eterno Treblinka". En "El penitente" el protagonista dice "cuando se trata de animales, todo hombre es un nazi".
Edgar Kupfer-Koberwitz, un pacifista, objetor de conciencia y víctima del Holocausto, que fue enviado a Dachau por "tener una fuerte personalidad con pensamiento autónomo", escribió en su "Dachau Diaries" (guardado en la Biblioteca de la Universidad de Chicago) que "yo mismo he sufrido tanto que puedo sentir el sufrimiento de otras criaturas en virtud del mio propio". Además, escribió: "Creo que mientras el hombre torture y mate a los animales, torturará y matará también a los humanos, y se librarán guerras, ya que la matanza debe ser practicada y aprendida primero a pequeña escala".
La escritora belga Marguerite Yourcenar también hizo la comparación. Escribió que si no hubiéramos aceptado el transporte inhumano de animales a los mataderos, no habríamos aceptado el transporte de humanos a los campos de concentración. En otro artículo, haciendo la misma conexión, escribió que cada acto de crueldad sufrido por miles de seres vivos es un crimen contra la humanidad.
J. M. Coetzee, quien recibió el Premio Nobel de Literatura en 2003, invocó la imagen del matadero al describir el trato que los nazis habían dado a los judíos: "... en el siglo XX, un grupo de hombres poderosos y de mente sangrienta en Alemania tuvieron la idea de adaptar los métodos de los almacenes industriales, desarrollados y perfeccionados en Chicago, a la matanza, o lo que ellos preferían llamar el procesamiento, de seres humanos ".
La ADL enumera una serie de grupos de derechos de los animales que han hecho la comparación. La revista No Compromise presentó al Frente de Liberación Animal con las siguientes palabras:

"Si estamos infringiendo, también lo hicieron los soldados que derribaron las puertas de los campos de exterminio de Hitler; si somos ladrones, también lo fueron los miembros del ferrocarril subterráneo que liberó a los esclavos del sur; y si somos vándalos, también lo serían los que destruyeron para siempre las cámaras de gas de Buchenwald y Auschwitz."

En 2001, Meat.org incluyó una Sección de "Holocausto animal" que contienía fotografías de animales con leyendas como "Víctima del Holocausto", argumentando que es "fácil ver la semejanza de la destrucción sistemática y la masacre de más de seis millones de judíos por parte de los nazis antes y durante la Segunda Guerra Mundial y la de los más de 20 millones de animales que se ejecutan todos los días solo en América. Muchos de los judíos del Holocausto fueron transportados a campos de concentración en vagones de ganado hasta su muerte. Los campos de concentración se parecen mucho a los mataderos comunes de hoy".
La Consintency in Compassion Campaign (CCC), un proyecto de la Red de Derechos de Animales del Noroeste de Seattle (Washington), argumenta que:

el Holocausto significa mucho más que el evento en sí. Representa un lugar y un momento en el que el pensamiento supremacista estaba tan integrado en una cultura que eran ciegos o apáticos al mal que existía en su mundo cotidiano. Este tipo de pensamiento no es exclusivo de ese tiempo y lugar. La gran ceguera de nuestro país y de la civilización occidental es el maltrato y la indiferencia hacia los animales no humanos en casi todos los ambitos.

## PETA y el uso de imágenes del Holocausto
Ingrid Newkirk, la presidenta de PETA, hizo la comparación sin ambigüedades, diciendo: "Seis millones de judíos murieron en los campos de concentración, pero seis mil millones de pollos de engorde morirán este año en los mataderos ".
PETA ha usado dos veces imágenes del Holocausto en sus campañas. En julio de 2003 se transmitió en las redes de cable de U.S. un anuncio de televisión de PETA llamado "Vinieron a por nosotros por la noche", narrado por un hombre que describía cómo se sentía transportado sin comida ni agua.
En el mismo año, la exhibición "Holocausto en su plato" de PETA consistió en ocho paneles, yuxtaponiendo imágenes del Holocausto con imágenes de animales criados en granjas de cría de animales. Se exhibieron fotografías de los internos de los campos de concentración junto a fotografías de pollos criados y alimentados mecánicamente y los cuerpos apilados de víctimas del Holocausto junto a una pila de canales de cerdo. Las leyendas alegaban que "al igual que los judíos asesinados en campos de concentración, los animales se aterrorizan cuando se alojan en enormes almacenes sucios y se los acorrala para enviarlos al matadero. El sofá de cuero y el bolso son el equivalente moral de las pantallas de lampara hechas con pieles de personas asesinadas en los campos de exterminio del Holocausto".
La exposición fue financiada por un filántropo judío anónimo, y creada por Matt Prescott, quien perdió varios parientes en el holocausto. Prescott dijo:

La misma mentalidad que hizo posible el Holocausto, la de que podemos hacer lo que queramos con aquellos que decidimos que son "diferentes o inferiores", es lo que nos permite cometer atrocidades contra los animales todos los días ... El hecho es que todos los animales sienten dolor, miedo y soledad. Estamos pidiendo a las personas que reconozcan que lo que los judíos y otros sufrieron en el Holocausto es lo que los animales pasan todos los días en las granjas de cría de animales".

Abraham Foxman, presidente de la ADL, dijo que la exposición era "escandalosa, ofensiva y lleva el descaro a nuevas alturas... El esfuerzo de PETA para comparar el asesinato sistemático y deliberado de millones de personas de los judíos con el tema de los derechos de los animales es abominable ". Stuart Bender, asesor legal del Museo Conmemorativo del Holocausto de los Estados Unidos, escribió a PETA pidiéndoles "cesar y desistir de este reprobable uso indebido de los materiales del Holocausto".
También hubo diferentes opiniones dentro del movimiento por los derechos de los animales. Roberta Kalechofsky escribió: 

Si bien simpatizo con el objetivo de PETA, y soy miembro de PETA, objeté este uso del Holocausto ... La agonía de los animales surge de causas diferentes a las del Holocausto. Los seres humanos no odian a los animales. No los comen porque los odien. No experimentan con ellos porque los odien. No los cazan porque los odien. Estos fueron los motivos del Holocausto. Los seres humanos no tienen conflictos ideológicos ni teológicos con los animales.

En 2005, Newkirk se disculpó por el dolor que la campaña había causado a algunas personas, al tiempo que defendía los objetivos de la campaña, escribiendo:

Aún pudiendo comprender a aquellos que estaban profundamente molestos por esta campaña, me sorprendió la recepción negativa de muchos en la comunidad judía. Fue involuntario e inesperado. El personal de PETA que propuso que lo hiciéramos era judío, y el patrocinio de todo el esfuerzo era judío. Tuvimos cuidado de usar autores y eruditos judíos y citas de víctimas y sobrevivientes del Holocausto ... Creemos que los humanos podemos y debemos usar nuestras capacidades distintivas para reducir el sufrimiento en el mundo ... Nuestra misión es profundamente humana en su corazón. Sin embargo, sabemos que hemos causado dolor. Esta nunca fue nuestra intención, y lo lamentamos profundamente. Esperamos que puedan comprender que, aunque nos embarcamos en el proyecto "Holocausto en su plato" con ideas erróneas acerca de cuál sería su impacto, siempre tratamos de actuar con integridad, con el objetivo de mejorar las vidas de quienes sufren. Esperamos que aquellos que se han enojado con nosotros  encuentren en sus corazones la fuerza para trabajar por un mundo más amable para todos, independientemente de las especies.

The Guardian posteriormente informó, sin embargo, que "la respuesta ha hecho poco para calmar la furia de los grupos judíos". La campaña también fue prohibida en Alemania por hacer que el Holocausto parezca "insignificante y banal". A esto Peter Singer, el destacado escritor y defensor  de los derechos de los animales, y descendiente de supervivientes del Holocausto, respondió que "... si PETA no tiene permitido presentar su caso contra nuestro abuso de animales de la forma que juzgen mejor, porque hacerlo podría ofender a algunas personas, entonces la crítica a la religión también debería estar prohibida por los mismos motivos".
El 20 de febrero de 2009, el Tribunal Constitucional Federal de Alemania desestimó una acción legal que cuestionaba la decisión de un tribunal de apelación de que la campaña de PETA no estaba protegida por las leyes de libertad de expresión. Si bien no inició un proceso formal para decidir sobre el asunto, el tribunal expresó serias dudas sobre si la campaña constituía un delito contra los derechos humanos en su opinión para desestimar la apelación, como habían constatado los tribunales ordinarios, pero se adhirió a los motivos de los anteriores dictámenes de que la campaña constituía una trivialización del Holocausto y, por lo tanto, una grave violación de los derechos de personalidad de los judíos vivos. Las sutilezas de la decisión a veces no se reflejan adecuadamente en los informes de prensa.

## Lectura adicional
- Cabinet Magazine, Issue 4, Animals, Fall 2001, Beastly Agendas: An interview with Kathleen Kete Sina Najafi and Kathleen Kete
- Sam de Brito, "We are all Nazis when it comes to animal rights", The Sunday Morning Herald
- "Never Again" - A website in support of animal rights by a Holocaust survivor

- Datos: Q3039934